# خوانا آکوستا
خوانا آکوستا رسترپو (زادهٔ ۲۸ نوامبر ۱۹۷۶) یک هنرپیشه کلمبیایی-اسپانیایی است. او در بیش از ۴۰ فیلم ظاهر شده است. خوانا آکوستا در ۲۸ نوامبر ۱۹۷۶ در کالی، واله دل کائوکا به دنیا آمد.
خواهر کوچکترش والنتینا نیز حرفه بازیگری را دنبال کرده‌است. او در سال ۲۰۰۰ به اسپانیا نقل مکان کرد، اولین حضور خود را در تلویزیون اسپانیا با حضور در پلیس، در قلب خیابان انجام داد. او با شریک سابقش، همکار بازیگر، ارنستو آلتریو، یک دختر دارد. او برای بازی در فیلم ۲۰۲۰ یک مالک مراقب نامزد دریافت جایزه گویا بهترین بازیگر نقش مکمل زن شد.